# Cidaria basharica
Cidaria basharica là một loài bướm đêm trong họ Geometridae.